# Tricholaema
Tricholaema is een geslacht van vogels uit de familie Lybiidae.

## Soorten
Het geslacht kent de volgende soorten:
- Tricholaema diademata – Diadeembaardvogel
- Tricholaema frontata – Miombabaardvogel
- Tricholaema hirsuta – Geelparelbaardvogel
- Tricholaema lacrymosa – Rouwbaardvogel
- Tricholaema leucomelas – Kaapse baardvogel
- Tricholaema melanocephala – Zwartkopbaardvogel